# (691721) 2014 QY441
(691721) 2014 QY441 est un objet transneptunien en résonance 3:4 avec Neptune d'un diamètre estimé à 300 km, ce qui pourrait le qualifier comme candidat au statut de planète naine.